# Unbelievable (miniserie televisiva)
Unbelievable è una miniserie televisiva statunitense del 2019 creata, diretta, prodotta e sceneggiata da Susannah Grant. 
La miniserie è basata sulla segnalazione di T. Christian Miller e Ken Armstrong, pubblicata da ProPublica e The Marshall Project, su una serie di stupri nello stato di Washington e in Colorado; in seguito la notizia è stata divulgata in un libro di saggistica dal titolo A False Report. È stata distribuita il 13 settembre 2019 sulla piattaforma Netflix.

## Trama
Ispirata a fatti realmente accaduti, la miniserie racconta la storia di Marie, un'adolescente accusata di mentire sulla violenza sessuale subita da uno sconosciuto che si è introdotto nella sua abitazione. Il caso viene seguito da un detective, che la spinge a confessare di non aver subito l'abuso. Nel frattempo due detective donne, appartenenti a due diversi distretti di polizia, scoprono che ciascuna di loro sta seguendo un caso di abuso sessuale che presenta delle forti analogie con il caso dell'altra. Attraverso un percorso tortuoso, le due detective scopriranno la verità e chiuderanno il caso.

## Episodi
| Stagione       | Episodi | Pubblicazione USA | Pubblicazione Italia |
| -------------- | ------- | ----------------- | -------------------- |
| Prima stagione | 8       | 2019              | 2019                 |

## Promozione
Il 18 luglio 2019, è uscito il teaser della miniserie. Il 22 luglio 2019, è stato pubblicato il trailer.

## Produzione
Il 22 gennaio 2018, Netflix ha commissionato Unbelievable dalle case di produzione Timberman/Beverly Productions e CBS Television Studios con produttori esecutivi Susannah Grant, Michael Chabon, Ayelet Waldman, Sarah Timberman, Carl Beverly e Katie Couric. La miniserie in otto episodi è basata su un articolo di ProPublica e The Marshall Project, "An Unbelievable Story of Rape", scritto da T. Christian Miller e Ken Armstrong su un caso a Lynnwood, Washington.
Susannah Grant ha fatto anche da showrunner e ha, inoltre, scritto la miniserie insieme a Michael Chabon e Ayelet Waldman.

## Distribuzione
La miniserie è uscita in Italia sulla piattaforma streaming Netflix il 13 settembre 2019, in contemporanea con l'uscita negli Stati Uniti d'America.

## Accoglienza
Sull'aggregatore di recensioni Rotten Tomatoes, la miniserie detiene una valutazione di approvazione del 95% basata su 43 recensioni, con una valutazione media di 8,37/10. Il consenso critico del sito web recita: "Straziante e potente, trascende i familiari dibattiti del vero crimine spostando lo sguardo sui sopravvissuti agli abusi, raccontando le loro storie con grazia e gravità". Su Metacritic, la miniserie ha ottenuto un punteggio medio ponderato di 82 su 100, basato su 17 critici, indicando "consensi universali".

## Riconoscimenti
- 2020 - Golden Globe
  - Candidatura per la miglior miniserie o film per la televisione
  - Candidatura per la miglior attrice in una miniserie o film per la televisione a Merritt Wever
  - Candidatura per la miglior attrice in una miniserie o film per la televisione a Kaitlyn Dever
  - Candidatura per la miglior attrice non protagonista in una serie, miniserie o film per la televisione a Toni Collette
- 2020 - Screen Actors Guild Award
  - Candidatura alla miglior attrice in un film televisivo o mini-serie a Toni Collette
- 2019 - Gotham Independent Film Awards[7]
  - Candidatura per la miglior serie rivelazione - formato lungo